# Hazerswoudsche Droogmakerij
De Hazerswoudsche Droogmakerij is een polder en een voormalig waterschap in de voormalige gemeente Hazerswoude (thans gemeente Alphen aan den Rijn) in de Nederlandse provincie Zuid-Holland. Midden in de droogmakerij ligt Hazerswoude-Dorp.
Het waterschap was verantwoordelijk voor de drooglegging en de waterhuishouding in de polder.
In de 19e eeuw werd de naburige Boter- of Butterpolder bestuurlijk bij het waterschap gevoegd.

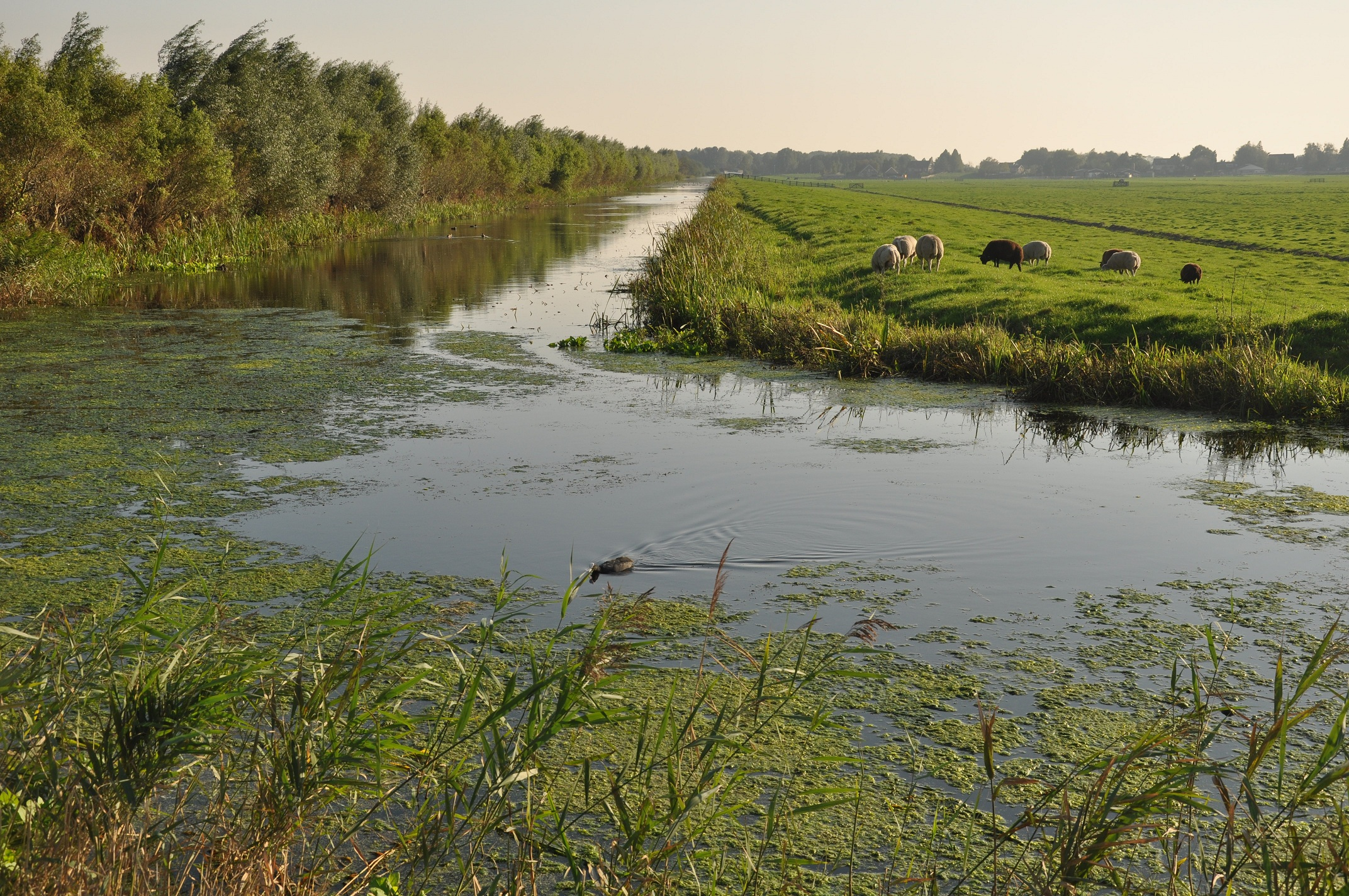
De Boterpolder